# Битти, Дэвид Филд, 2-й граф Битти
Дэвид Филд Битти, 2-й граф Битти (англ. David Field Beatty, 2nd Earl Beatty; 22 февраля 1905 — 10 июня 1972) — британский офицер Королевского военно-морского флота и консервативный политик. Он носил титул учтивости — виконт Бородайл с 1919 по 1936 год.

## Ранняя жизнь
Родился 22 февраля 1905 года. Старший сын адмирала флота Дэвида Битти, 1-го графа Битти (1871—1936), и его жены Этель Битти (1873—1932). У него был младший брат Питер Битти (1910—1949). От первого брака его матери с Артуром Три (сыном Ламберта Три) у него был старший сводный брат Рональд Три (1897—1976), который служил членом парламента от Харборо и был другом Уинстона Черчилля. Рональд был женат на Нэнси Кин Филд (урождённая Перкинс) (вдова его двоюродного брата Генри Филда) и Мариетте Фицджеральд (урождённая Пибоди), внучке преподобного Эндикотта Пибоди.
Его дедушкой по материнской линии был американский бизнесмен Маршалл Филд (1834—1906). Его отец был вторым сыном из пяти детей, рождённых капитаном Дэвидом Лонгфилдом Битти и Кэтрин Эдит Битти (урождённой Садлер), оба из Ирландии: Дэвид Лонгфилд был офицером Четвёртого гусарского полка, где у него сложились отношения с Катрин, женой другого офицер.
Дэвид Битти получил образование в Королевском военно-морском колледже Осборна на острове Уайт и Королевском военно-морском колледже в Дартмуте. В 1919 году он получил титул учтивости — виконт Бородайл, когда его отцу был пожалован титул графа Битти.

## Карьера
В 1919 году он получил звание мичмана службы Королевского флота. Ему было присвоено звание лейтенанта в 1928 году. Позже он служил в Лестерширском йоменри, входящем в состав Территориальной армии, и получил звание лейтенанта в 1933 году.
Битти в звании лейтенанта-коммандера был награждён Крестом за выдающиеся заслуги в 1942 году.

## Политическая карьера
С 1931 по 1936 год он был членом парламента (МП) от Пекхэма. Его сводный брат Рональд Три также заседал в это время в парламенте в качестве члена от Маркет-Харборо, Лестершир . Во время своего пребывания в парламенте он занимал должность парламентского личного секретаря парламентского секретаря Адмиралтейства с 1931 по 1936 год. Он перешёл в Палату лордов, когда сменил пост 2-го графа Битти после смерти своего отца 11 марта 1936 года.
Он также был членом Совета лондонского графства в 1937 году. В 1945 году он занимал должность заместителя министра авиации во временном правительстве после Второй мировой войны.

## Браки и дети
Битти был женат четыре раза, первые три раза на американках:
21 апреля 1937 года его первой женой стала Дороти Карлотта Пауэр (? — 11 мая 1966), дочь Томаса Стэка Пауэра, американского продавца, и старшая сестра генерала Томаса Сарсфилда Пауэра, военно-воздушных сил США, который руководил сбросом атомной бомбы на Японию. Дороти ранее была женой ЛаФранса Адельберта Митчелла, Гарри Эсти Рейнольдс Холла и Эдварда Ван Волкенбурга Сэндса. Битти и Дороти развелись в 1945 году, после чего она снова вышла замуж в пятый раз за Джона Гордона Барагваната, с которым развелась, и в шестой и последний раз, в 1954 году, вышла замуж за Перегрина Фрэнсиса Адельберта Каста, 6-го барона Браунлоу.
7 февраля 1946 года вторым браком Дэвид Битти женился на Дороти Рите Фьюри (1918—2006), дочери Майкла Джеймса Фьюри из Нового Орлеана, штат Луизиана, и вдове сержанта Ричарда Эдварда Брэгга, Королевские ВВС. Однако в 1946—1950 годах у неё был роман с Энтони Иденом, лидером Консервативной партии, и они развелись в 1950 году, родив одного сына:
- Дэвид Битти, 3-й граф Битти (род. 21 ноября 1946), который в 1971 году женился на Энн Плиз, с которой развелся в 1982 году, и снова женился на Аноме Корин Виджевардене в 1984 году[4].

5 июля 1951 года в третий раз он женился на Адель Диллингем (ум. 1990), дочери М. Диллингема из Оклахома-Сити и бывшей жене Уильяма В. О’Коннора из Лос-Анджелеса, Калифорния. Они развелись в 1958 году, а в 1960 году Адель снова вышла замуж за американского кинорежиссёра Стэнли Донена. У Битти была дочь от Адель:
- Леди Диана Битти (род. 13 сентября 1952), которая в 1974 году вышла замуж за Николаса Гейджа, 8-го виконта Гейджа, с которым она развелась в 2004 году[4].

3 декабря 1959 года в четвёртый раз женился на Дайане Кирк Бланделл, дочери Джона Резерфорда Бланделла с острова Хейлинг в Хэмпшире. Она была одной из последних дебютанток, представленных королеве в 1958 году . Они оставались в браке до его смерти. От четвёртого брака у него были сын и дочь:
- Достопочтенный Николас Дункан Битти (род. 1 апреля 1961), женившийся на Лоре Кин (род. 1963), писательнице, внучке Эдварда Керзона, 6-го графа Хоу, и сестре актёра Уилла Кина и поэтессы Элис Освальд[4].
- Леди Миранда Кэтрин Битти (род. 18 февраля 1963), которая в 1989 году вышла замуж за Алана Стюарта, младшего сына сэра Дугалда Стюарта из Аппина. В 2000 году она вышла замуж во второй раз за Майкла Хатчинсона из Эксминстера[4].

## Смерть
Лорд Битти умер 10 июня 1972 года, и ему наследовал его старший сын Дэвид Битти, 3-й граф Битти. После его смерти его вдова снова вышла замуж в 1973 году за сэра Джона Наттинга, 4-го баронета из Чичели-холла (род. 1942).